# Ег
Ег — река в России, протекает по Шенкурскому и Виноградовскому районам Архангельской области. Устье реки находится в 20 км по левому берегу реки Нюма. Длина реки составляет 32 км, площадь водосборного бассейна — 218 км². В 7 км от устья, по правому берегу реки впадает река Кушевера, которая соединяется своим правым притоком рекой Важенец с озером Важенец. Левый приток Кушеверы — Литас.

## Данные водного реестра
По данным государственного водного реестра России относится к Двинско-Печорскому бассейновому округу, водохозяйственный участок реки — Северная Двина от впадения реки Вычегда до впадения реки Вага, речной подбассейн реки — Северная Двина ниже места слияния Вычегды и Малой Северной Двины. Речной бассейн реки — Северная Двина.
Код объекта в государственном водном реестре — 03020300112103000027920.